# Омазићи
Омазићи су насељено мјесто у Босни и Херцеговини у општини Бановићи које административно припада Федерацији Босне и Херцеговине. Према попису становништва из 1991. у насељу је живјело 1.248 становника.

## Становништво
| Националност       | 1991.          | 1981.          | 1971.          |
| Муслимани          | 1.092 (87,50%) | 1.195 (99,33%) | 1.212 (99,18%) |
| Срби               | 2 (0,16%)      | 2 (0,16%)      | 3 (0,24%)      |
| Хрвати             | 1 (0,08%)      | 1 (0,08%)      | 1 (0,08%)      |
| Југословени        | 135 (10,81%)   | 4 (0,33%)      | 2 (0,16%)      |
| остали и непознато | 18 (1,44%)     | 1 (0,08%)      | 4 (0,32%)      |
| Укупно             | 1.248          | 1.203          | 1.222          |